# Valerià Miralles
Valerià Miralles Ortolà (Pego, 29 de octubre de 1939 - Valencia, 13 de diciembre de 1997) fue un político español. 

## Biografía
Estudió en los jesuitas y fue uno de los militantes originarios del Partit Socialista Valencià.
El 1982 funda junto con otros compañeros el partido Esquerra Unida del País Valencià (EUPV), que en 1983 se integraría en Unitat del Poble Valencià (UPV). En 1988 participa en algunos actos de la Crida a la Solidaritat y en 1992 abandonó Unitat del Poble Valencià para fundar la Federación Valenciana de ERC, de la que sería el primer presidente.
También se dedicó al mundo del libro, fundando la librería Concret. El municipio de Pego le dedicó una calle.